# Erik Lehn Petersen
Erik Lehn Petersen (13. juni 1923 i Odense – 24. december 1972 i Odense) var en dansk arkitekt. 
Erik Lehn Petersen var søn af arkitekt og kgl. bygnings inspektør Knud Lehn Petersen og Karen Sophie Henriette Meyer og barnebarn af arkitekt og kgl. bygnings inspektør Jens Vilhelm Petersen. Han tog eksamen på Odense Katedralskole i 1942 og fik sit afgangsbevis fra Kunstakademiet I København I 1950.
I perioden 1949-52 var Erik Lehn Petersen ansat på Eduard Thusens tegnestue. Dernæst blev han hurtigt indsluset i tegnestuefællesskabet med faderen og broderen Ebbe Lehn Petersen, hvor han bidrog til tegnestuens vellykkede og brugsvenlige byggerier frem til sin tidlige død i 1972.
Erik Lehn Petersen har i familiens tegnestuefællesskab i særdeleshed sat sit præg ved at drive tegnestuen i en mere utraditionel og moderne retning. I 50'erne og 60'erne stod han sammen med broderen for en række funktionalistisk prægede kirkebyggerier i simple materialevalg. 
Erik Lehn Petersen blev gift  26. juli i 1957 på Frederiksberg med lærer Inger Hansen (9. oktober 1924 i Ebeltoft - 9. marts 2018 i Odense), datter af brugsuddeler og borgmester Jakob Hansen og Rigmor Hansen. Sammen fik de 2 sønner og 1 datter, hvoraf ingen af dem blev arkitekter. 
Lehn Petersens Tegnestue overgik således til broderen Ebbe, der drev tegnestuen i Læssøegade frem til dennes død i 2018. 

## Værker
- Familiens sommerhus på Fyns Hoved (1961)
- Hans Tausens Kirke m. Bente Lehn Petersen (1952-54)

Sammen med Knud og Ebbe Lehn Petersen
- Munkebjerg Kirke I Odense (1960-61 og 1971-72)
- Bolbro Kirke i Odense (1960-61)
- Haderslev Katedralskole (1964-67)
- Skårup Statsem. Øvelsesskole (1966-68)
- Bevarende sanering af H.C. Andersen kvarteret i Odense (1970-72)